# Gammogobius steinitzi
Gammogobius steinitzi es una especie de peces de la familia de los Gobiidae en el orden de los Perciformes.

## Morfología
Los machos pueden llegar a alcanzar los 3,8 cm de longitud total.

## Hábitat
Es un pez de Mar y, de clima subtropical y demersal que vive entre 2-15 m de profundidad. 

## Distribución geográfica
Se encuentra en el Mar Mediterráneo: cerca de Marsella (Francia ).

## Observaciones
Es inofensivo para los humanos. 